# Akula Island
Akula Island (englisch; bulgarisch остров Акула ostrow Akula, deutsch ‚Hai-Insel‘) ist eine vereiste, in west-östlicher Ausrichtung 915 m lange und 274 m breite Insel in der Gruppe der Dannebrog-Inseln im Wilhelm-Archipel vor der Graham-Küste des Grahamlands auf der Antarktischen Halbinsel. Sie liegt 46 m nördlich der Elisabeth-Insel, 100 m südöstlich von Stego Island, 480 m südlich von Spatnik Island und 2,43 km westsüdwestlich der Booth-Insel.
Britische Wissenschaftler kartierten sie 2001. Die bulgarische Kommission für Antarktische Geographische Namen benannte sie 2020 deskriptiv, da die Insel in ihrer Form an einen Hai erinnert.